# British Racing Motors
British Racing Motors, BRM, var en brittisk formelbiltillverkare med ett formel 1-stall som tävlade under 1950-, 1960- och 1970-talet. 

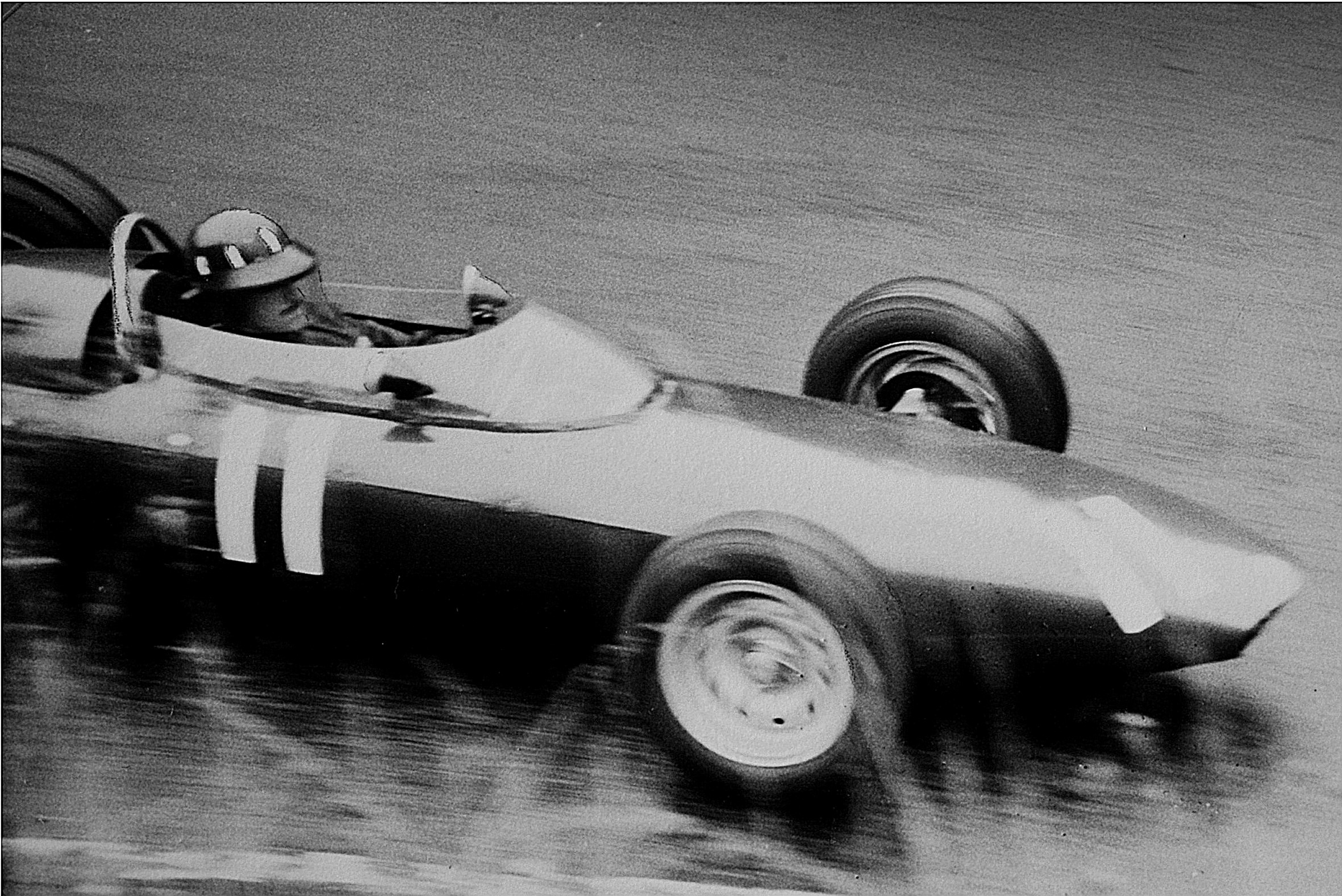
Graham Hill i.

## Historik
BRM grundades av Raymond Mays 1949.
Stallet övertogs 1952 av industrimannen Sir Alfred Owen och fick officiellt namnet Owen Racing Organisation, men bilarna fortsatte trots detta att kallas för BRM. Åren 1954-1956 körde man dock med Maserati-bilar.
1962 nås höjdpunkten då BRM vinner konstruktörsmästerskapet och stallets förare Graham Hill blir världsmästare.
1974 dog Owen och strax efteråt gjorde stallet konkurs. BRM rekonstruerades av Louis Stanley under namnet Stanley-BRM. Stallet fick en ny designer som konstruerade nya bilar men framgångarna uteblev. Man kvalade aldrig in och BRM-stallet lades ned 1977.

## F1-säsonger
| Säsong | Tävlingsnamn               | Bil                                   | Motor                               | Däck | Poäng | VM-plac. | Förare 1                                  | Förare 2                                       | Övriga förare                                       |
| ------ | -------------------------- | ------------------------------------- | ----------------------------------- | ---- | ----- | -------- | ----------------------------------------- | ---------------------------------------------- | --------------------------------------------------- |
| 1951   | BRM Ltd                    | BRM Type 15                           | BRM 1.5 V16C                        | ?    | 2     | 4:a      | Reg Parnell                               | Ken Richardson Hans Stuck Peter Walker         |                                                     |
| 1954   | Owen Racing Organisation   | Maserati 250F                         | Maserati 2.5 L6                     | P    | 0     | (3:a)    | Ken Wharton                               |                                                |                                                     |
| 1955   | Owen Racing Organisation   | Maserati 250F                         | Maserati 2.5 L6                     | P    | 0     | (3:a)    | Peter Collins                             |                                                |                                                     |
| 1956   | Owen Racing Organisation   | Maserati 250F                         | Maserati 2.5 L6                     | P    | 0     | (2:a)    | Mike Hawthorn                             |                                                |                                                     |
| 1956   | Owen Racing Organisation   | BRM P25                               | BRM 2.5 L4                          | P    | 0     | -        | Mike Hawthorn                             | Tony Brooks                                    | Ron Flockhart                                       |
| 1957   | Owen Racing Organisation   | BRM P25                               | BRM 2.5 L4                          | ?    | 0     | -        | Jack Fairman Ron Flockhart                | Les Leston Herbert Mackay-Fraser Roy Salvadori |                                                     |
| 1958   | Owen Racing Organisation   | BRM P25                               | BRM 2.5 L4                          | ?    | 18    | 4:a      | Jean Behra                                | Harry Schell                                   | Joakim Bonnier Ron Flockhart Maurice Trintignant    |
| 1959   | Owen Racing Organisation   | BRM P25                               | BRM 2.5 L4                          | D    | 18    | 3:a      | Harry Schell                              | Joakim Bonnier                                 | Ron Flockhart                                       |
| 1959   | British Racing Partnership | BRM P25                               | BRM 2.5 L4                          | D    | 6     | 3:a      | -                                         | -                                              | -                                                   |
| 1960   | Owen Racing Organisation   | BRM P25 BRM P48                       | BRM 2.5 L4                          | D    | 8     | 4:a      | Joakim Bonnier                            | Dan Gurney                                     | Graham Hill                                         |
| 1961   | Owen Racing Organisation   | BRM P48/57                            | Climax 1.5 L4                       | D    | 7     | 5:a      | Graham Hill                               | Tony Brooks                                    |                                                     |
| 1962   | Owen Racing Organisation   | BRM P57 BRM P48/57                    | BRM 1.5 V8                          | D    | 42    | 1:a      | Graham Hill                               | Richie Ginther                                 | Bruce Johnstone                                     |
| 1963   | Owen Racing Organisation   | BRM P57                               | BRM 1.5 V8                          | D    | 36    | 2:a      | Graham Hill                               | Richie Ginther                                 |                                                     |
| 1964   | Owen Racing Organisation   | BRM P261                              | BRM 1.5 V8                          | D    | 42    | 2:a      | Graham Hill                               | Richie Ginther                                 | Richard Attwood                                     |
| 1965   | Owen Racing Organisation   | BRM P261                              | BRM 1.5 V8                          | D    | 45    | 2:a      | Graham Hill                               | Jackie Stewart                                 |                                                     |
| 1966   | Owen Racing Organisation   | BRM P261 BRM P261 BRM P83             | BRM 1.9 V8 BRM 2.0 V8 BRM 3.0 H16   | D/G  | 22    | 4:a      | Graham Hill                               | Jackie Stewart                                 |                                                     |
| 1967   | Owen Racing Organisation   | BRM P83                               | BRM 3.0 H16                         | G    | 17    | 6:a      | Jackie Stewart                            | Mike Spence                                    |                                                     |
| 1968   | Owen Racing Organisation   | BRM P126 BRM P115 BRM P133            | BRM 3.0 V12 BRM 3.0 H16 BRM 3.0 V12 | G    | 28    | 5:a      | Pedro Rodríguez                           | Richard Attwood Mike Spence Bobby Unser        |                                                     |
| 1968   | Reg Parnell Racing         | BRM P126                              | BRM 3.0 V12                         | ?    | 4     | 5:a      | -                                         | -                                              | -                                                   |
| 1969   | Owen Racing Organisation   | BRM P138 BRM P139                     | BRM 3.0 V12                         | D    | 7     | 6:a      | John Surtees                              | Jackie Oliver                                  | Bill Brack George Eaton                             |
| 1970   | Owen Racing Organisation   | BRM P139 BRM P153                     | BRM 3.0 V12                         | D    | 0     | -        | Jackie Oliver                             | Pedro Rodríguez                                | George Eaton                                        |
| 1970   | Yardley Team BRM           | BRM P153                              | BRM 3.0 V12                         | D    | 23    | 6:a      | Pedro Rodríguez                           | Jackie Oliver                                  | George Eaton Peter Westbury                         |
| 1971   | Yardley Team BRM           | BRM P153 BRM P160                     | BRM 3.0 V12                         | F    | 36    | 2:a      | Pedro Rodríguez Jo Siffert                | Vic Elford Peter Gethin                        | John Cannon George Eaton Howden Ganley Helmut Marko |
| 1972   | Marlboro BRM               | BRM P153 BRM P160B BRM P160C BRM P180 | BRM 3.0 V12                         | F/G  | 14    | 7:a      | Jean-Pierre Beltoise Peter Gethin         | Howden Ganley Brian Redman                     | Bill Brack Jackie Oliver Vern Schuppan Reine Wisell |
| 1972   | Austria Marlboro BRM       | BRM P153 BRM P153B BRM P160B          | BRM 3.0 V12                         | F    | 0     | -        | Helmut Marko                              |                                                |                                                     |
| 1972   | Espana Marlboro BRM        | BRM P160B                             | BRM 3.0 V12                         | F    | 0     | -        | Alex Soler-Roig                           |                                                |                                                     |
| 1973   | Marlboro BRM               | BRM P160D BRM P160E                   | BRM 3.0 V12                         | F    | 12    | 7:a      | Peter Gethin Clay Regazzoni               | Jean-Pierre Beltoise                           | Niki Lauda                                          |
| 1974   | Team Motul BRM             | BRM P160E BRM P201                    | BRM 3.0 V12                         | F    | 10    | 7:a      | Chris Amon Jean-Pierre Beltoise           | Henri Pescarolo                                | François Migault                                    |
| 1975   | Stanley BRM                | BRM P201                              | BRM 3.0 V12                         | G    | 0     | -        | Bob Evans Mike Wilds                      |                                                |                                                     |
| 1976   | Stanley BRM                | BRM P201B                             | BRM 3.0 V12                         | G    | 0     | -        | Ian Ashley                                |                                                |                                                     |
| 1977   | Rotary Watches Stanley BRM | BRM P201B BRM P207                    | BRM 3.0 V12                         | G    | 0     | -        | Conny Andersson Guy Edwards Larry Perkins |                                                |                                                     |
| 1977   | Stanley BRM                | BRM P207                              | BRM 3.0 V12                         | G    | 0     | -        | Teddy Pilette                             |                                                |                                                     |

| 1. Nederländerna 1959 2. Nederländerna 1962 3. Tyskland 1962 4. Italien 1962 5. Sydafrika 1962 6. Monaco 1963 7. USA 1963 8. Monaco 1964 9. USA 1964 10. Monaco 1965 11. Italien 1965 12. USA 1965 13. Monaco 1966 14. USA 1966 15. Belgien 1970 16. Österrike 1971 17. Italien 1971 18. Monaco 1972 |

| 1. Nederländerna 1959 2. Belgien 1962 3. Belgien 1963 4. USA 1963 5. Österrike 1964 6. Monaco 1965 7. Belgien 1965 8. Nederländerna 1965 9. USA 1965 10. Österrike 1971 11. Argentina 1973 |

| 1. Frankrike 1959 2. Storbritannien 1959 3. Storbritannien 1960 4. Storbritannien 1961 5. Frankrike 1962 6. Tyskland 1962 7. Italien 1962 8. Monaco 1964 9. Monaco 1965 10. Storbritannien 1965 11. USA 1965 12. Monaco 1968 13. Frankrike 1968 14. Österrike 1971 15. Monaco 1972 |

## Andra stall
BRM har också levererat bilar till andra formel 1-stall.
| Stall                | Säsong | Konstruktör | Antal lopp | Poäng |
| -------------------- | ------ | ----------- | ---------- | ----- |
| Bernard White Racing | 1966   | BRM         | 2          |       |
| Bernard White Racing | 1967   | BRM         | 2          |       |
| Bernard White Racing | 1968   | BRM         | 1          |       |
| BRP                  | 1959   | BRM         | 3          | 6     |
| Ecurie Galloise      | 1962   | BRM         | 1          |       |
| Maurice Trintignant  | 1964   | BRM         | 5          |       |
| Reg Parnell Racing   | 1967   | BRM         | 9          |       |
| Reg Parnell Racing   | 1968   | BRM         | 11         | 4     |
| Reg Parnell Racing   | 1969   | BRM         | 3          |       |
| Scuderia Centro Sud  | 1963   | BRM         | 5          |       |
| Scuderia Centro Sud  | 1964   | BRM         | 6          |       |
| Scuderia Centro Sud  | 1965   | BRM         | 4          |       |
| Team Chamaco Collect | 1966   | BRM         | 5          |       |